# 佐藤孝夫
佐藤 孝夫（さとう たかお、1931年8月10日 - 2005年3月21日）は、宮城県刈田郡白石町（現・白石市）出身（台湾生まれ）のプロ野球選手（内野手, 外野手）・コーチ・監督・スカウト、解説者。
現役時は躍動感溢れるプレーで人気を集め、愛称は「バンビ」であった。
子息に元早稲田大学助監督、現城西国際大学監督の佐藤孝治がいる。

## 経歴
白石高校卒業後は仙台鉄道管理局（1950年 - 1951年）を経て、1952年に国鉄スワローズへ入団。1年目の開幕から一軍に上がり、5月には1番・遊撃手に定着。24試合連続安打、14試合連続得点を記録。打率.265（リーグ25位）、14本塁打の成績でセ・リーグ新人王を獲得。45盗塁も記録しているが、これは1997年に小坂誠に破られるまで、新人選手による盗塁の日本記録であった。
2年目の1953年は中堅手に回り、藤村富美男に次ぐリーグ2位の22本塁打を記録。3年目の1954年には開幕から3番打者として起用されるが6月に故障、9月末まで欠場。1955年には復活し、チームメイトの町田行彦に次ぐリーグ2位の24本塁打を放ち、オールスターゲーム初出場も果たす。
1956年には開幕直後にまたも故障離脱、5月末に復帰するが規定打席には届かなかった。1957年には22試合に4番打者として起用され、22本塁打を放ち、本塁打王を獲得。なお国鉄球団における日本人打者の本塁打王はこの年の佐藤が最後であり、ヤクルト球団となって2015年に山田哲人が同タイトルを獲得するまで58年が経っていた。同年は打率.256を記録しリーグ10位に喰い込むが、この打率は2リーグ制開始から現在に至るまで、打率10傑にランクインした中では最も低い数字である。
1959年は故障がちであったが、1960年には復活してリーグ6位の打率.280を記録し、オールスターに再度出場。1962年までレギュラーとして起用されるが、1963年には高林恒夫の移籍入団もあって出場機会が減り、同年限りで現役を引退。
引退後は国鉄・サンケイ・アトムズ・ヤクルトで二軍打撃コーチ（1964年, 1967年 - 1969年, 1972年 - 1976年）、一軍外野守備コーチ（1965年）、一軍打撃コーチ（1970年, 1977年 - 1981年, 1987年 - 1989年）、一軍外野守備コーチ兼打撃コーチ補佐（1971年）、フロント（1990年）→スカウト（1991年 - 1999年）を務め、一軍打撃コーチを務めていた1978年には球団初のリーグ優勝・日本一に貢献。ヤクルト退団後は西武一軍打撃コーチ（1982年 - 1983年）、阪神一軍打撃コーチ（1984年）→スカウト（1985年 - 1986年）を務め、西武コーチ時代には2年連続リーグ優勝・日本一に貢献。その間監督代行としても、ヤクルトコーチ時代の1979年にシーズン途中で辞任した広岡達朗の後を受けて8月18日から10月25日のシーズン終了までの44試合（17勝23敗4分）、阪神コーチ時代の1984年にも急病のため休んだ安藤統男の代行として6月13日から15日までの3試合（2勝1敗）務めた。
ヤクルトスカウト時代には社会人の後輩である小坂を小柄という理由でドラフトで指名ができなかったため、ヤクルトおよび西武コーチ時代の監督であった広岡（当時千葉ロッテマリーンズGM）へ打診し、ロッテが獲得に至った経緯がある。また前出にある通り、自らが見出した小坂に、自身が作った新人選手による最多盗塁記録を更新されるという幸運に恵まれている。
スカウト退任後はテレビ埼玉・J SKY SPORTS→J SPORTS 4解説者（2001年 - 2004年）として活動した。70歳に解説者デビューした事から、のちにプロ野球名鑑で「解説者1年目が70歳はギネスブックもの」と紹介された。
2005年3月21日、脳出血のため死去。享年73。

## 詳細情報

### 年度別打撃成績
| 年 度      | 球 団      | 試 合 | 打 席 | 打 数 | 得 点 | 安 打 | 二 塁 打 | 三 塁 打 | 本 塁 打 | 塁 打 | 打 点 | 盗 塁 | 盗 塁 死 | 犠 打 | 犠 飛 | 四 球 | 敬 遠 | 死 球 | 三 振 | 併 殺 打 | 打 率 | 出 塁 率 | 長 打 率 | O P S |
| ---------- | ---------- | ----- | ----- | ----- | ----- | ----- | -------- | -------- | -------- | ----- | ----- | ----- | -------- | ----- | ----- | ----- | ----- | ----- | ----- | -------- | ----- | -------- | -------- | ----- |
| 1952       | 国鉄       | 104   | 370   | 321   | 61    | 85    | 7        | 1        | 14       | 136   | 33    | 45    | 10       | 4     | --    | 45    | --    | 0     | 46    | 4        | .265  | .355     | .424     | .779  |
| 1953       | 国鉄       | 119   | 505   | 439   | 80    | 114   | 32       | 3        | 22       | 218   | 47    | 42    | 14       | 7     | --    | 57    | --    | 2     | 71    | 8        | .260  | .347     | .497     | .844  |
| 1954       | 国鉄       | 62    | 237   | 204   | 34    | 50    | 13       | 2        | 5        | 82    | 20    | 20    | 8        | 4     | 1     | 28    | --    | 0     | 34    | 3        | .245  | .336     | .402     | .738  |
| 1955       | 国鉄       | 127   | 567   | 491   | 77    | 110   | 21       | 1        | 24       | 205   | 53    | 25    | 10       | 7     | 1     | 68    | 2     | 0     | 81    | 9        | .224  | .318     | .418     | .736  |
| 1956       | 国鉄       | 87    | 307   | 259   | 34    | 57    | 7        | 0        | 9        | 91    | 24    | 11    | 3        | 4     | 2     | 40    | 2     | 1     | 44    | 2        | .220  | .327     | .351     | .678  |
| 1957       | 国鉄       | 127   | 482   | 430   | 51    | 110   | 20       | 1        | 22       | 198   | 68    | 23    | 10       | 2     | 3     | 46    | 3     | 1     | 81    | 9        | .256  | .329     | .460     | .790  |
| 1958       | 国鉄       | 125   | 456   | 398   | 46    | 92    | 14       | 1        | 13       | 147   | 42    | 15    | 8        | 4     | 4     | 48    | 3     | 2     | 71    | 17       | .231  | .317     | .369     | .686  |
| 1959       | 国鉄       | 96    | 257   | 229   | 22    | 45    | 9        | 2        | 6        | 76    | 34    | 7     | 1        | 4     | 2     | 22    | 0     | 0     | 41    | 9        | .197  | .267     | .332     | .599  |
| 1960       | 国鉄       | 129   | 549   | 503   | 72    | 141   | 27       | 7        | 14       | 224   | 47    | 20    | 4        | 3     | 1     | 41    | 0     | 1     | 62    | 7        | .280  | .336     | .445     | .781  |
| 1961       | 国鉄       | 102   | 435   | 374   | 39    | 79    | 14       | 1        | 11       | 128   | 36    | 6     | 7        | 4     | 1     | 56    | 1     | 0     | 55    | 5        | .211  | .314     | .342     | .656  |
| 1962       | 国鉄       | 113   | 339   | 313   | 30    | 64    | 7        | 0        | 6        | 89    | 21    | 5     | 5        | 2     | 3     | 21    | 0     | 0     | 70    | 4        | .204  | .254     | .284     | .539  |
| 1963       | 国鉄       | 84    | 130   | 117   | 11    | 23    | 5        | 0        | 4        | 40    | 7     | 0     | 2        | 2     | 1     | 10    | 0     | 0     | 23    | 0        | .197  | .260     | .342     | .602  |
| 通算：12年 | 通算：12年 | 1275  | 4634  | 4078  | 557   | 970   | 176      | 19       | 150      | 1634  | 432   | 219   | 82       | 47    | 19    | 482   | 11    | 7     | 679   | 77       | .238  | .319     | .401     | .720  |

- 各年度の太字はリーグ最高

### タイトル
- 本塁打王：1回 （1957年）

### 表彰
- 新人王 （1952年）

### 記録
初記録
- 初出場：1952年3月21日、対読売ジャイアンツ1回戦（後楽園球場）

節目の記録
- 1000試合出場：1961年5月9日 ※史上59人目

その他の記録
- オールスターゲーム出場：2回 （1955年、1960年）
- 新人選手で24試合連続安打：セントラル・リーグの新人最長記録（1952年）

### 背番号
- 5 （1952年 - 1962年）
- 62 （1963年、1972年 - 1980年）
- 51 （1964年 - 1965年、1967年、1970年）
- 53 （1968年 - 1969年）
- 65 （1971年）
- 71 （1981年）
- 82 （1982年 - 1983年）
- 81 （1984年）
- 73 （1987年 - 1989年）

## 関連情報

### 出演番組
- TVSライオンズアワー
- TVSヒットナイター
- J SPORTS STADIUM

## 参考資料
- 12球団全選手カラー百科名鑑シリーズ各年版（日本スポーツ出版社発行）